# バックラッシュ (機械)

バックラッシュ

バックラッシュ（英: backlash）は、機械に用いられる送りねじ、歯車等の互いにはまり合って運動する機械要素において、運動方向に意図して設けられた隙間のこと。バックラッシとも表記される。この隙間が無ければ歯同士が干渉し、回す事ができなくなるが、大きすぎると振動や騒音を引き起こし、機械の寿命を低下させる原因となる。また、ロストモーション（ある位置に対して正方向と逆方向で位置決めしたときの誤差）の要因ともなり、位置決め精度を悪化させる。

## 対策
バックラッシュは必要悪とされる場合が大部分であり、バックラッシュを減らす（無くす）様々な工夫が行なわれている。それらの工夫を「ノンバックラッシュ」「バックラッシュレス」等と呼ぶ。また、インボリュート歯車もバックラッシュを減らす事ができる。
ねじにおいては、めねじの一部を切り取り、それをねじの長手方向に多少動かして、めねじの本体と切り取り部分との隙間を調節する事により遊びを無くす事ができる。
歯車においては、相手の歯車に対し、噛み合う同形、同軸の歯車をバネでトルクを与えて（予圧を与えるという）あそびを無くす。トヨタのハイメカツインカムと呼ばれる方式のDOHCエンジンやスバルのEN07型エンジンのスーパーチャージャー付DOHCエンジン（EN07X型）等でははさみになぞらえて、この方式の歯車をシザーズ・ギヤと称している。自動車用エンジンなどの一定方向にしか回転しない事例では有効な方法である。
トルク変動が大きい駆動装置におけるバックラッシュ低減方法に、マツダがトランスミッション等に採用したフリクションギアがある。主ギアよりも歯が1枚少ない薄いギアを、それ自体が皿バネとなるように製作し、主ギアに押しつける形でセットすることで、その間のフリクションによりトルク変動を吸収しながらバックラッシュを小さくするという仕組みのものであり、回転方向（トルクのかかる方向）を問わないこと、コスト的に有利なことで、シザーズギアに勝る部分も多い。
三共製作所が、ウオームホイールの歯をローラーに置き換え（同社ではターレットと呼ぶ）、ウオームギア（同じくローラーギアカム）の歯の山を両側からローラーではさみ、バックラッシュを無くした「ローラドライブ」を製品化している。各々は線接触となり、小径のローラーギアカムではすべりの影響をほとんど考慮する必要がないことから、伝達効率も高い。産業用ロボットのアーム類において、停止位置の精度向上に高い効果がある。